# Délégué mineur
En France, le délégué mineur, également connu sous le nom légal de délégué à la sécurité des ouvriers mineurs, est créé par la loi du 8 juillet 1890, « dans le but exclusif [d']examiner les conditions de sécurité pour le personnel […] et, d'autre part, en cas d'accident, les conditions dans lesquelles cet accident se sera produit ». Il est désigné par les mineurs de fond de nationalité française, majeurs, jouissant de leurs droits politiques et ayant une feuille de paye à leur nom. Il est choisi parmi les mineurs français majeurs, sachant lire et écrire, ayant plus de 25 ans, mineurs de fond depuis plus de cinq ans dans la circonscription où ils sont élus et n'ayant pas cessé d'y travailler depuis plus de dix ans. En France avant 1914, les mineurs sont la seule profession à disposer d'une représentation.

## Création
Les délégués mineurs existent au Royaume-Uni depuis 1872, les checkweigmen. Il existe une institution similaire en Allemagne, les Knappschaftsältesten.
Le premier essai d'instituer ces délégués qui portent atteinte à la toute-puissance du patron date de 1848 dans le bassin houiller de la Loire. Une commission parlementaire avait été constituée afin de publier des rapports sur les accidents après la catastrophe du puits Jabin, en 1876 (186 morts sur 211 mineurs au fond). Parallèlement, les mineurs revendiquent de participer aux mesures de sécurité dans les mines, revendication principalement portée par Michel Rondet. En 1882, la chambre syndicale des mineurs de la Loire (les syndicats de travailleurs ne sont autorisés en France qu'en 1884) émet un vœu allant dans ce sens, qui est repris par Pierre Waldeck-Rousseau en 1885. Le vote de la loi intervient après un débat de cinq ans,, la catastrophe des puits Verpilleux et Saint-Louis (207 morts sur 214) jouant un rôle d'accélérateur. Les principaux députés à défendre cette loi sont Jean Jaurès et Émile Basly, tous deux à la Section française de l'Internationale ouvrière (extrême-gauche). Alors que les industriels de la mine défendent le statu quo qui les ferait rester dans le droit commun, les députés SFIO s'appuient sur la base de la législation minière qui est que les mines sont une concession de l'État, qui conserve donc le droit de surveiller et de réglementer son utilisation. Finalement, les délégués des mines obtiennent que les délégués mineurs continuent à travailler (à temps partiel), alors que les députés de gauche pensaient que cela limitait leur indépendance.
Les débats commençant, la peur des propriétaires de mines face à l'irruption d'un personnage issu du monde ouvrier qui serait un contre-pouvoir indépendant, et qui pourrait semer la guerre sociale, provoque des résistances. Les députés du Gard Alfred Silhol, du Nord Thellier de Poncheville, Léon Renard et Déjardin-Verkinder proposent de multiples amendements afin de réduire la portée du texte et la menace que le délégué mineur fait peser sur le patronat, dont certains sont adoptés en commission : ancienneté minimale qui passe d'un an dans le texte initial à 5 ans ; nécessité de savoir lire et écrire. Finalement, le texte donne satisfaction aux conservateurs et est voté à l'unanimité dans sa deuxième version par la Chambre des députés en 1889, avant un nouveau passage devant le Sénat. Le lieu choisi pour l'élection du délégué mineur est la mairie, vue comme neutre, comme pour les élections prud'hommales. L'existence du délégué mineur permet de contourner un écueil des enquêtes après accident, l'ingénieur des mines arrivant souvent trop tard pour déceler les origines de l'accident, après les travaux de remise en état ordonnés par le propriétaire. Les postes d'ingénieurs des mines sont en effet peu nombreux, souvent non pourvus.
Les missions des délégués mineurs sont de visiter régulièrement les installations de la mine, d'enquêter après un accident et d'accompagner les ingénieurs des mines en tournée. Chaque journée d'inspection est payée double, afin que le temps de rédaction du rapport et des tâches administratives liées soit lui aussi rémunéré. Ses attributions, au départ strictement limitées aux questions intéressant la sécurité, sont progressivement étendues : en 1914 à la durée du travail (loi du 31 décembre 1913) ; en 1928 et 1933, ils peuvent demander des modifications d'urgence et remettre un avis écrit à la direction en cas de danger imminent.

## Mise en place
Dès l'institution des délégués mineurs, les manœuvres patronales pour obtenir l'élection de délégués qui leur soient favorables se multiplient : l'historien Philippe-Jean Hesse relève ainsi des difficultés sur la définition du mineur de fond, des oublis de distribution de carte d'électeur, la distribution d'enveloppes contenant déjà un bulletin de vote (avec le nom du délégué souhaité par le patron), d'enveloppes non fermées ou non réglementaires, et toutes sortes de techniques permettant de faire pression sur les ouvriers. C'est d'ailleurs ce contexte de manipulations patronales qui pousse aux premières utilisations de l'isoloir en France.
La loi prévoit également que les mineurs peuvent élire un mineur qui a quitté l'exploitation depuis moins de trois ans : cette disposition permet de faire rentrer dans la mine un salarié qui aurait été licencié, y compris pour cause de militantisme. Elle permet aussi aux mineurs de choisir quelqu'un qui n'est pas soumis à des pressions financières (achat ou chantage) de la part du patron.

## Fonctionnement et rôle dans la société minière
Même si les délégués mineurs font leur travail consciencieusement (exemple de la Vendée), l'administration fait peu de cas de leurs compétences : leurs rapports ne sont pas conservés, leurs avis jamais cités dans les rapports après accident.
L'existence du délégué mineur, et grâce aux fonctions qu'il assure pour les mineurs, permet de fédérer autour de lui la communauté des mineurs, et permet de doubler la sociabilité minière d'une solidarité ouvrière. Il incarne aussi la communauté minière, spécialement quand il est d'origine polonaise, comme à Sallaumines dans les années 1950.
Les délégués mineurs du Nord et du Pas-de-Calais bénéficient d'un statut très favorable : ils travaillent environ 16 jours par mois, sont indépendants et bien payés. Ils sont issus la plupart du temps de l'élite des mineurs, les abatteurs, la hiérarchie syndicale reproduisant la hiérarchie de la mine. Le statut favorable du délégué mineur aurait, selon Joël Michel, contribué à renforcer la concentration du pouvoir ouvrier entre un petit nombre de personnes, « qui [les délégués mineurs] sont reconduits dans tous les cas par de véritables plébiscites » et conduit les syndicats à avoir souvent une action catégorielle et à défendre les ouvriers de la même catégorie que les délégués, les abatteurs, et à négliger les ouvriers moins qualifiés. Témoin de cette hiérarchie, on reproche parfois aux délégués mineurs de se comporter en « commissaires du peuple » afin de pousser les rendements et, parfois aussi, d'utiliser les mêmes de subordination patronales.
Lors de la catastrophe de Courrières, le délégué mineur Pierre Simon dit Ricq, s'est distingué par son action dans les opérations de sauvetage qui ont permis de sauver la vie de 14 mineurs.
Sous le régime de Vichy, les délégués mineurs étaient choisis conjointement par l'administration et le patronat.
Après 1945, le rôle effectif du délégué mineur devient celui de représentant de la population tout entière dans sa résistance au changement dans l'exploitation des mines (regroupement des fosses) et dans la récession minière.